# Aspinwall (Iowa)
Aspinwall è una città degli Stati Uniti, situata nella Contea di Crawford, nello Stato dell'Iowa.

## Geografia fisica
Aspinwall è situata a 41°54′41″N 95°08′06″W (41.911433 -95.135036). La città ha una superficie di 0,47 km² interamente coperti da terra. Aspinwall è situata a 430 metri sul livello del mare.

## Società

### Evoluzione demografica
Al censimento del 2010 Aspinwall contava 40 abitanti e 12 famiglie. La densità di popolazione era di 85,11 abitanti per chilometro quadrato. Le unità abitative erano 27 con una media di 57,44 per chilometro quadrato. La composizione razziale contava il 100% di bianchi.